# George Lay
Pour les articles homonymes, voir Lay.
 (août 2017).
Georges Lay, né le 19 mai 1907 à Bordeaux et mort le 30 décembre 1987 dans le 18ème arrondissement de Paris, est un médailleur français.

## Biographie
Georges Lay étudie à l’École des beaux-arts de Bordeaux, puis à Paris à l’École nationale des arts décoratifs et à l’École nationale supérieure des beaux-arts dans l'atelier d'Henri-Auguste-Jules Patey. Il obtient le prix Revouveau de la médaille en 1970 et le prix Germain Pillon en 1977.
Georges Lay travaille comme médailleur pour le compte de la Maison Arthus-Bertrand, puis pour la Monnaie de Paris.

## Médailles
- Les Déportés.
- Femme pleurant.
- L'Air.
- La Terre.
- L'Eau.
- Gilbert Médéric-Védy.
- Jacqueline Auriol.
- Pieta, 1948.
- La Forêt, 1950.
- Le Mariage. Belle amie, ainsi est de nous : ni vous sans moi ni moi sans vous, 1950.
- Léon Blum, 1951.
- Francis Jammes, 1951.
- Honoré Daumier, Lithographe, Peintre et Sculpteur, 1952.
- Auguste Renoir, 1952.
- Adam et Ève, 1953.
- Saint Sébastien, 1953.
- Saint Christophe, 1953.
- La Solitude, 1954, Maison Arthus-Bertrand.
- Ecce homo, 1954, Maison Arthus-Bertrand.
- La Gironde, Bordeaux, Port de la lune, 1973, bronze, 81 mm, Monnaie de Paris.
- Jules Ferry (1832-1893), Enseignement primaire pour tous. Gratuit, obligatoire, laïque', bronze, 68 mm, Monnaie de Paris.
- Chambres de métiers de France. Formation professionnelle artisanale. Une idée, un désir, une action, une matière s'unissent dans toute œuvre, 1966, bronze, 50 mm, Monnaie de Paris.